# اگندورف، اتریش
اگندورف   (به آلمانی: Eggendorf) یک منطقهٔ مسکونی در اتریش است که در ناحیه وینر نوی‌اشتات-لاند واقع شده‌است. اگندورف   ۲۰٫۵۲ کیلومتر مربع مساحت دارد ۲۴۱ متر بالاتر از سطح دریا واقع شده‌است.